# 樫みちよ
樫 みちよ（かし みちよ、1949年1月10日 - ）は、日本の女性漫画家。血液型はO型。和歌山県出身。

## 来歴・人物
絵を描くのは以前から好きで、小学校の時にはよくほかの人に絵を描いてあげていた。中学時代はおとなしい文学少女で、中学生になったということで、漫画を読むのを一度やめている。中学時代は美術部に在籍していたが、あまり身が入らなかったという。高校入学の際に、隣席の同級生の妹が漫画を描いていたことで、それまで漫画は最初から印刷されているものと思い込んでいたために衝撃を受けている。最初はわら半紙に鉛筆で、さらにケント紙にペン入れをし、裏にも描いていて、人から笑われている。漫画スクールのようなものが始まったばかりの時期であったため、描き方が分からず、一冊の入門の本を郵送で購入している。漫画を描いている姿を家族からは認めてもらえず、高校2年生になって、母親が学校に呼び出されて、初めて本気で漫画家になろうとしていることが分かったようである。内気な性格を直すために始めた漫画であった。
高校卒業後、ただちに上京する予定だったのを母親に制止され、しばらくは大阪で漫画の勉強をしながら、小遣い稼ぎのアルバイトをしており、アニメーションの原画を描いたこともあるという。2年後、望月あきらのアシスタントとして上京し、1年5ヶ月勤めている。『セブンティーン』誌掲載の「お見合い歴18対15」でデビューをしており、以後、同誌に「恋愛通り一番地」・「どんと恋?!」を連載し、人気を集めている。
性格は陽気でおしゃべり。好きなものは寿司、たこ焼き、酒、旅行、色っぽい男で、沢田研二や坂東玉三郎が好み。嫌いなものは青虫、卵焼き、色っぽい女。

## 主な単行本
- 20日間は泣くでしょう（集英社、YOUコミックス）
- 向こう側のあなた (YOUコミックス)
- ありふれた絵本（YOUコミックス）
- センチメンタル・ゲーム (YOUコミックス)
- 風のように風のように (YOUコミックス)
- 天の回廊 全4巻（YOUコミックス）
- すこしだけバラ色 (YOUコミックス)
- スカート/世界はすべてMとWなのだ (集英社、SGコミックス)
- タンポポは咲きましたか？（主婦之友社、GLコミックス）
- フルコースたべた (GLコミックス)
- 恋愛法第9条（集英社、セブンティーンコミックス）
- 恋愛通り1番地 全3巻（セブンティーンコミックス）
- エッチらほい!! 1 (セブンティーン・コミックス)
- どんと恋!?（セブンティーンコミックス）
- ふしぎの国のふたり（セブンティーンコミックス）
- 同性時代（セブンティーンコミックス）
- ぼくたちの聖書（セブンティーンコミックス）
- 今夜もねむれない　全2巻セブンティーンコミックス）
- もうひとりのイブ 全2巻（セブンティーンコミックス）
- レモンスカッシュ3対1（集英社漫画文庫）
- 毎日がスキャンダル（集英社漫画文庫）
- ぷらすYの悲劇　（集英社漫画文庫）
- 世界はすべてMとWなのだ（集英社漫画文庫）
- あなたのとなり（集英社漫画文庫）
- 彼女たち（集英社漫画文庫）
- LサイズSサイズ（集英社漫画文庫）
- C・See・シー（集英社漫画文庫）
- 素顔のままで（集英社漫画文庫）
- 樫みちよ傑作集1 四季子（小学館、フォアレディコミックス）
- 樫みちよ傑作集2 紅（フォアレディコミックス）
- 樫みちよ傑作集3 おいしい朝のむかえかた（フォアレディコミックス）
- 樫みちよ傑作集4 雨を聞いている（フォアレディコミックス）